# Fuga d'amore (film 1951)
Fuga d'amore (Elopement) è un film del 1951 diretto da Henry Koster.